# Oblast in vojska v Rimskem cesarstvu
Trije glavni elementi cesarske rimske države so bili centralna vlada, vojska in provincialna vlada. Ko je vojska osvojila in vzpostavila nadzor nad novim mestom ali ozemljem, ga je cesarstvo, praviloma s sporazumom, priključilo k svojemu imperiju. Vojaške operacije so prenehale, zaščito rimskih državljanov,  po letu 212 n. št. vseh svobodno rojenih prebivalcev cesarstva, polj, ki so jih hranila, in verskih krajev pa je prevzela policija. Rimljani niso imeli sodobnih sredstev za množično komuniciranje in množično uničevanje in hkrati premalo prebivalcev  in virov, da bi lahko svojo oblast vzpostavili  in obdržali samo s silo.  Za vzdrževanje reda, zbiranje informacij in pridobivanje prihodkov je bilo potrebno sodelovanje z lokalnimi oblastnimi elitami. Rimljani so pogosto izkoriščali notranjepolitične delitve s podpiranjem ene frakcije proti drugi. Po Plutarhovem  mnenju "je izgubo samouprave v mestih povzročilo neskladje med posameznimi interesnimi skupinami".
Skupnosti, ki so izkazale zvestobo Rimu, so lahko obdržale lastno zakonodajo, pobirale svoje lokalne davke in bile v izjemnih primerih celo oproščene rimskih davkov. Pravni privilegiji in relativna neodvisnost so bili spodbuda za ohranjanje dobrih odnosov z Rimom. Rimska oblast je bila s tem sicer omejena, vendar je na ta način učinkovito izrabljala vire, ki so ji bili na voljo.

### Osrednja vlada
Cesarski kult v starem Rimu je cesarje in nekatere člane njihovih družin identificiral z božansko sankcionirano oblastjo (auctoritas) rimske države. Obred apoteoze,  imenovan tudi consecratio,  je pomenil oboževanje pokojnega cesarja in priznanje njegove vloge očeta naroda, podobno konceptu duše družinskega očeta (pater familias), ki so jo častili njegovi sinovi.
Nadvlada cesarja je temeljila na prisvajanju in utrjevanju določenih pooblastil iz več republikanskih služb, vključno z nedotakljivostjo ljudskih tribunov in avtoriteto cenzorjev, za manipuliranje hierarhije rimske družbe. Cesar je z imenovanjem za vrhovnega pontifika (pontifex maximus) iz sebe naredil osrednjo versko avtoriteto in si prilastil pravico do napovedi vojne, ratificiranja sporazumov  in pogajanj s tujimi vladarji. V času principata so bila pooblastila jasno opredeljena, potem pa so cesarjeve pristojnosti sčasoma postale manj ustavne in vedno bolj monarhične, kar je doseglo vrhunec v dominatu.
Cesar je bil najvišja avtoriteta pri odločanju v politiki in drugih odločitvah: V zgodnjem Principatu pa naj bi bil dostopen posameznikom iz vseh družbenih slojev in se je osebno ukvarjal z uradnimi posli in prošnjami. Birokracija se je okrog njega oblikovala le postopoma. Julijansko-klavdijski cesarji so se zanašali na neformalno skupino svetovalcev, ki ni vključevala le senatorjev in vitezov, temveč tudi zaupanja vredne sužnje in osvobojence. Po Neronu so neuradni vpliv slednjih obravnavali sumničavo in cesarjev svet (consilium) je zaradi večje preglednosti postal uradno imenovan. Čeprav je imel senat do konca Antonijevske dinastije vodilno vlogov političnih razpravah, so v konziliju pripadniki vitezov pridobivali vse pomembnejšo vlogo. Ženske iz cesarskih družin so pogosto neposredno posegale v njegove odločitve. Plotina je vplivala tako na svojega moža Trajana kot na njegovega naslednika Hadrijana. Njen vpliv so oglaševali tako, da so objavljali njena pisma o uradnih zadevah, opredeljevali pa so jih tudi kot znak, da je cesar razumno opravljal svojo oblast in poslušal svoje podložnike.
Dostop do cesarja je bil za druge mogoč na dnevnem sprejemu (salutatio), nadgradnji tradicionalnega poklona, ki so ga stranke namenile svojemu zavetniku, na javnih pogostitvah v palači  in verskih obredih. Preprosti ljudje, ki jim tak dostop ni bil mogoč, so lahko splošno odobravanje ali nezadovoljstvo izrazili kot skupina na igrah na velikih prizoriščih. Do 4. stoletja, ko so mestna središča začela propadati, so krščanski cesarji postali oddaljene vodstvene figure, ki so izdajale splošne odločbe in se niso več odzivali na posamezne prošnje.
Čeprav senat ni mogel storiti ničesar, razen atentata in odprtega upora, da bi odločal v nasprotju s cesarjevo voljo, je preživel avgustovsko obnovo in razburkano leto štirih cesarjev in v času Principata ohranil svojo simbolno osrednjo politično vlogo. Senat je legitimiral cesarjevo vladavino, cesar pa je potreboval izkušene senatorje, da bi služil kot generali, diplomati in administratorji. Za uspešno kariero senatorja sta bila potrebna kompetentnost  in ohranjanje cesarjeve naklonjenosti, kasneje pa zaradi hitrih menjav cesarjev tudi naklonjenost več cesarjev.
Praktični vir cesarjeve moči in oblasti je bila vojska. Legionarje je plačevala cesarska zakladnica, letno pa so tudi prisegali svojo vdanost cesarju (sacramentum). Smrti cesarja je običajno sledilo kritično obdobje negotovosti in krize. Večina cesarjev je pred smrtjo izbrala svojega naslednika, običajno ožjega družinskega člana ali posvojenca. Novi cesar je moral hitro utrditi svoj položaj in avtoriteto za stabilizacijo političnega življenja. Noben cesar ni mogel računati na preživetje in še manj na vladanje brez naklonjenosti in zvestobe pretorijanske garde in legij. Da bi si zagotovili zvestobo, je več cesarjev izplačalo legionarjam denarno nagrado (donativ). Teoretično je bil senat upravičen do izbire novega cesarja, vendar je to običajno storil glede na želje vojske ali pretorijancev.

### Vojska
Po punskih vojnah je bila rimska cesarska vojska sestavljena iz poklicnih vojakov, ki so prostovoljno aktivno služili dvajset let in bili nato še pet let rezervisti. Prehod na poklicno vojsko se je začel v poznem obdobju republike in je bil eden od številnih globokih odmikov od republikanstva, v katerem so vojaški obvezniki izvrševali svoje državljanske dolžnosti samo pri obrambi domovine pred določeno grožnjo. V imperialnem Rimu  je bil vojak ves čas svoje kariere samo vojak. Rimljani so svoj vojni stroj razširili z "organizacijo skupnosti, ki so jih osvojili na Apeninskem polotoku, v sistem, ki je ustvaril ogromne zaloge vojnih obveznikov  za njihovo vojsko... Njihova glavna zahteva do vseh poraženih nasprotnikov je bila, da vsako leto zagotovijo moške za rimsko vojsko".
Osnovno  poslanstvo rimske vojske v času zgodnjega cesarstva je bilo ohranjanje Pax Romana. Trije glavni rodovi vojske so bili:
- garnizija v Rimu, vključno s  pretorijanci in vigiles, ki so delovali kot policija in gasilci,
- provincialna vojska, sestavljena iz legij in pomožnih enot (auxilia) nabornikov iz provinc in
- vojna mornarica.

Prodornost  vojaških posadk po celotnem cesarstvu je imela velik vpliv na kulturne  izmenjave in asimilacijo, imenovano romanizacija. Vplivi so bili predvsem politični, gospodarski in verski. Sodobno znanje o rimski vojski črpamo iz številnih virov: grških in rimskih knjižnih besedil, kovancev z vojaško tematiko, pisnih vojaških dokumentov, spomenikov kot so  Trajanov steber in slavoloki, na katerih so umetniške upodobitve borcev, vojaške mehanizacije in druge opreme, arheologije vojaških grobov, bojišč in taborišč in napisov, vključno z vojaškimi diplomami, epitafi in posvetili.
Z obsežnimi vojaškimi reformami, ki so vključevale utrjevanje ali razpuščanje enot dvomljive zvestobe, je Avgust spremenil in uredil legije, vse do žebljev v podplatih vojaških sandal. Legijo je razdelil na deset kohort s po šest centurijami. Centurija je imela deset čet (contubernia). Velikost legije je najverjetneje določala logistika. Število vojakov v legiji  naj bi se gibalo med 4.800 in 5.280 legionarjev.
Leta 9 n. št. so germanska plemena v bitki v Tevtoburškem gozdu poponoma uničila XVII., XVIII. in XIX. legijo pod poveljstvom Publija Kvintilija Vara. Ta katastrofalni dogodek je zmanjšal število legij na 25. Skupno število legij se je pozneje spet povečalo in je bilo v naslednjih 300 letih vedno malo nad ali malo pod 30. V 1. stoletju je imela vojska približno 300.000 vojakov, v 2. pa manj kot 400.000, torej bistveno manj od kolektivnih oboroženih sil ozemelj, ki jih je osvojila. V cesarski vojski je služilo največ 2% odraslih moških prebivalcev cesarstva.
Avgust je ustanovil tudi pretorijsko gardo. Imela je devet kohort, ki so bile stalno nameščene na Apeninskem polotoku in naj bi ohranjale javni mir. Pretorijanci so bili bolje plačani od legionarjev in so služili samo šestnajst let.
Vojake pomožnih enot (auxilia) so novačili med nedržavljani. Organizirani so bili v manjše enote približno v velikosti kohorte (na začetu cesarstva okoli 500 mož). Bili so slabše plačani kot legionarji in bili po 25 letih službe nagrajeni z rimskim državljanstvom, razširjenim tudi na njihove sinove. Po Tacitu je bilo pomožnikov približno toliko kot legionarjev. Auxilia je štela okoli 125.000 mož, razdeljenih na  približno 250 pomožni polkov.
Rimska mornarica (classis, flota) je pomagala pri oskrbi in prevozu legij in varovanju meja na  Renu  in Donavi. Njena druga naloga je bila zaščita ključnih pomorskih trgovskih poti pred grožnjami piratov. Plula je po celem Sredozemlju, delu severnoatlantskih obal in Črnem morju. Kopenska vojska je kljub temu veljala za resnejšo in prestižnejšo vejo cesarske armade.

### Oblast v provincah
Priključeno ozemlje je postalo provinca v treh korakih: izdelavi registra mest, popisu prebivalstva in izmeri zemlje. Med druge uradne evidence  so spadala rojstva in smrti, transakcije z nepremičninami, davki in pravni postopki. Največ ohranjenih vladnih dokumentov izvira iz rimskega Egipta, kjer so ugodni podnebni pogoji  preprečili propadanje papirusa.  
V 1. in 2. stoletju je osrednja vlada vsako leto poslala po cesarstvu približno 160 uradnikov, da bi opravljali uradne posle in uveljavljali rimske interese izven  Italije. Med temi uradniki so bili tudi tako imenovani "rimski guvernerji". Slednji so bili ali sodniki, izvoljeni v Rimu, ki so v imenu rimskega ljudstva upravljali  senatske province, bodisi  guvernerji, običajno iz vrst vitezov, ki so imeli svoj imperium v provincah, ki niso bile pod oblastjo senata. Med njimi je bil najpomembnejši Rimski Egipt. Guverner je moral biti dostopen lokalnim prebivalcem, ki jim je vladal, vendar je lahko različne naloge prepustil svojim sodelavcem. Njegovo osebje je bilo zelo majhno. Med njegove uradne spremljevalce  (apparitores) so spadali liktorji, glasniki, pisarji in telesnimi stražarji. Njegovi neuradni spremljevalci so bili civilni in vojaški legati, običajno iz viteškega reda, in prijatelji, različni po starosti in izkušnjah.
Drugi uradniki so bili nadzorniki državnih financ, ki jih je imenovala osrednja vlada.  Ločitev davčne odgovornosti od pravosodja in uprave je bila reforma cesarske dobe. V obdobju Republike so lahko provincialni guvernerji in utajevalci davkov svobodneje izkoriščali lokalno prebivalstvo. Prokuristi iz viteških vrst, katerih oblast je bila prvotno zunajsodna in izven ustavna, so upravljali tako državno lastnino kot ogromno cesarjevo osebno lastnino (res privata). Ker je bilo rimskih vladnih uradnikov malo, je lahko provincial, ki je potreboval pomoč pri pravnem sporu ali kazenskem postopku, za pomočnika poiskal katerega koli Rimljana, za katerega se je domnevalo, da ima neko uradno funkcijo, na primer prokurista ali vojaškega častnika, vključno s stotniki ali pripadnikov vojaške policije.